# Panterspitskopmot
De panterspitskopmot (Ypsolopha sequella) is een nachtvlinder uit de familie Ypsolophidae. De spanwijdte van de vlinder bedraagt tussen de 18 en 20 millimeter. De vlinder komt verspreid over Europa en Klein-Azië voor.

## Waardplanten
De panterspitskopmot heeft wilg, esdoorn en linde als waardplanten.

## Voorkomen in Nederland en België
De panterspitskopmot is in Nederland en in België een zeldzame soort. De eerste waarneming in Nederland dateert uit 1992 op de Sint-Pietersberg. De soort kent één generatie, die vliegt van juli tot september.